# Liste des députés du Val-d'Oise
 (mai 2025).
Le département du Val-d'Oise est divisé de 1968 à 1986 en cinq circonscriptions législatives, le nombre de sièges ayant été porté à douze en 1986, ce dernier chiffre ayant été maintenu malgré le nouveau découpage électoral de 2010, en vigueur à compter des élections législatives de 2012.

## Législatures

### XVIIeLégislature(2024-)
| Circonscription     | Identité               | Parti | Parti | Suppléant         | Autres mandats                      |
| ------------------- | ---------------------- | ----- | ----- | ----------------- | ----------------------------------- |
| 1re circonscription | Anne Sicard            |       | RN    | Jeanne Dillies    |                                     |
| 2e circonscription  | Ayda Hadizadeh         |       | PS    | Jean-Paul Jeandon |                                     |
| 3e circonscription  | Emmanuel Maurel        |       | GRS   | Valérie Gonçalvès |                                     |
| 4e circonscription  | Naïma Moutchou         |       | HOR   | Benoît Blanchard  |                                     |
| 5e circonscription  | Paul Vannier           |       | LFI   | Nadia Aouchiche   | Conseiller régional d'Île-de-France |
| 6e circonscription  | Gabrielle Cathala      |       | LFI   | Stéphane Bauer    |                                     |
| 7e circonscription  | Romain Eskenazi        |       | PS    | Chantal Ahounou   |                                     |
| 8e circonscription  | Carlos Martens Bilongo |       | LFI   | Ophélie Sauger    |                                     |
| 9e circonscription  | Arnaud Le Gall         |       | LFI   | Véronique Danet   |                                     |
| 10e circonscription | Aurélien Taché         |       | LFI   | Élina Corvin      |                                     |

### XVIeLégislature(2022-2024)

Résultats des élections législatives de 2022 dans le Val-d'Oise.

| Circonscription     | Identité               | Parti | Parti                | Suppléant         | Autres mandats                      |
| ------------------- | ---------------------- | ----- | -------------------- | ----------------- | ----------------------------------- |
| 1re circonscription | Émilie Chandler        |       | LREM                 | François Ernst    |                                     |
| 2e circonscription  | Guillaume Vuilletet    |       | LREM                 | Delphine Drapeau  |                                     |
| 3e circonscription  | Cécile Rilhac          |       | LREM                 | Benjamin Khiat    |                                     |
| 4e circonscription  | Naïma Moutchou         |       | Horizons             | Sandrine Le Moing |                                     |
| 5e circonscription  | Paul Vannier           |       | LFI                  | Laurence Conan    | Conseiller régional d'Île-de-France |
| 6e circonscription  | Estelle Folest         |       | MoDem                | Michel Baux       |                                     |
| 7e circonscription  | Dominique Da Silva     |       | LREM                 | Sonia Liman       |                                     |
| 8e circonscription  | Carlos Martens Bilongo |       | LFI                  | Ophélie Sauger    |                                     |
| 9e circonscription  | Arnaud Le Gall         |       | LFI                  | Véronique Danet   |                                     |
| 10e circonscription | Aurélien Taché         |       | LND puis EELV (2022) | Élina Corvin      |                                     |

### XVeLégislature(2017-2022)

Résultats des élections législatives de 2017 dans le Val-d'Oise.

| Circonscription     | Identité            | Parti          | Parti                                                                          | Suppléant                                      | Autres mandats                                                                                                |
| ------------------- | ------------------- | -------------- | ------------------------------------------------------------------------------ | ---------------------------------------------- | --- |
| 1re circonscription | Antoine Savignat    |                | LR                                                                             | Nathalie Groux                                 | Adjoint au Maire de Pontoise                                                                                  |
| 2e circonscription  | Guillaume Vuilletet |                | LREM                                                                           | Delphine Drapeau                               | |
| 3e circonscription  | Cécile Rilhac       |                | MDP (2017-2019) LREM                                                           | Sylvie Bouhrara                                | |
| 4e circonscription  | Naïma Moutchou      |                | LREM                                                                           | Étienne Ravier                                 | |
| 5e circonscription  | Fiona Lazaar        |                | LREM                                                                           | Romain Ripoll                                  | |
| 6e circonscription  | Nathalie Élimas     |                | MoDem                                                                          | David Corceiro                                 | Conseillère régionale d'Île-de-France Nommée secrétaire d'État chargée de l'Éducation prioritaire (2020-2022) |
| 6e circonscription  | David Corceiro      |                | MoDem                                                                          | Conseiller municipal de Soisy-sous-Montmorency | |
| 6e circonscription  | Nathalie Élimas     | David Corceiro | MoDem                                                                          |                                                | |
| 7e circonscription  | Dominique Da Silva  |                | LREM                                                                           | Christine Bodard                               | Adjoint au Maire de Moisselles                                                                                |
| 8e circonscription  | François Pupponi    |                | PS DVG (2018)                                                                  | Jean-Louis Marsac                              | Maire de Sarcelles                                                                                            |
| 9e circonscription  | Zivka Park          |                | LREM                                                                           | Philippe Debruyne                              | |
| 10e circonscription | Aurélien Taché      |                | LREM(2017-2020) ND (2020-2021) Pôle écologiste (2021-2022) NUPES (depuis 2022) | Mathieu Bouda                                  | |

### Quatorzième législature(2012-2017)

Résultats des élections législatives de 2012 dans le Val-d'Oise.

| Circonscription | Député (Suppléant(e)                  | Parti | Parti | Autre mandat                                    |
| --------------- | ------------------------------------- | ----- | ----- | ----------------------------------------------- |
| 1re             | Philippe Houillon (Marc Giroud)       |       | UMP   | Maire de Pontoise                               |
| 2e              | Axel Poniatowski (Nathalie Brahami)   |       | UMP   | Maire de L'Isle-Adam                            |
| 3e              | Jean-Noël Carpentier (Garance Yayer)  |       | MUP   | Maire de Montigny-lès-Cormeilles                |
| 4e              | Gérard Sebaoun (Mathias Trogrlic)     |       | PS    |                                                 |
| 5e              | Philippe Doucet (Nessrine Menhaouara) |       | PS    | Maire d'Argenteuil jusqu'en 2014                |
| 6e              | François Scellier (Philippe Sueur)    |       | UMP   | Vice-président du conseil général du Val-d'Oise |
| 7e              | Jérôme Chartier (Marcelle Cayrac)     |       | UMP   |                                                 |
| 8e              | François Pupponi (Hussein Mokhtari)   |       | PS    | Maire de Sarcelles                              |
| 9e              | Jean-Pierre Blazy (Luc Broussy)       |       | PS    | Maire de Gonesse                                |
| 10e             | Dominique Lefebvre (Céline Pina)      |       | PS    | Conseiller municipal de Cergy                   |

### Treizième législature(2007-2012)

Résultats des élections législatives de 2007 dans le Val-d'Oise.

| Circ. | Nom                                                        | Parti | Parti | Suppléant(e)      |
| ----- | ---------------------------------------------------------- | ----- | ----- | ----------------- |
| 1re   | Philippe Houillon                                          |       | UMP   | Marc Giroud       |
| 2e    | Axel Poniatowski                                           |       | UMP   | Monique Hervé     |
| 3e    | Jean Bardet                                                |       | UMP   | Corinne Jamme     |
| 4e    | Claude Bodin                                               |       | UMP   | Lionel Georgin    |
| 5e    | Georges Mothron                                            |       | UMP   | Philippe Métezeau |
| 6e    | François Scellier                                          |       | UMP   | Luc Strehaiano    |
| 7e    | Jérôme Chartier                                            |       | UMP   | Marcelle Cayrac   |
| 8e    | Dominique Strauss-Kahn puis le 15/12/2007 François Pupponi |       | PS    | Hussein Mokhtari  |
| 9e    | Yanick Paternotte                                          |       | UMP   | Antoine Casula    |

### Douzième législature(2002-2007)

Résultats des élections législatives de 2002 dans le Val-d'Oise.

| Circ. | Nom                    | Parti | Parti | Suppléant(e)                              |
| ----- | ---------------------- | ----- | ----- | ----------------------------------------- |
| 1re   | Philippe Houillon      |       | UMP   | Marc Giroud                               |
| 2e    | Axel Poniatowski       |       | UMP   | Monique Hervé                             |
| 3e    | Jean Bardet            |       | UMP   | Anne-Marie Anglade                        |
| 4e    | Francis Delattre       |       | UMP   | Hugues Portelli                           |
| 5e    | Georges Mothron        |       | UMP   | Philippe Métezeau                         |
| 6e    | François Scellier      |       | UMP   | Luc Strehaiano                            |
| 7e    | Jérôme Chartier        |       | UMP   | Brigitte Isard                            |
| 8e    | Dominique Strauss-Kahn |       | PS    | Raymonde Le Texier élue Sénatrice en 2004 |
| 9e    | Jean-Pierre Blazy      |       | PS    | Cécile Madura                             |

### Onzième législature(1997-2002)

Résultats des élections législatives de 1997 dans le Val-d'Oise.

| Circ. | Nom | Parti | Parti             | Suppléant(e)            |
| ----- | --- | ----- | ----------------- | ----------------------- |
| 1re   | Philippe Houillon                                                                                      |       | DL                | Marc Giroud             |
| 2e    | Dominique Gillot puis le 29/08/1999 Jean-Pierre Pernot (suppléant)                                     |       | PS                | Jean-Pierre Pernot      |
| 3e    | Jean Bardet                                                                                            |       | RPR               | Anne-Marie Anglade      |
| 4e    | Francis Delattre                                                                                       |       | UDF               | Jean-Marie Lelièvre     |
| 5e    | Robert Hue                                                                                             |       | PCF               | Jacques Leser           |
| 6e    | Jean-Pierre Delalande                                                                                  |       | RPR               | François Scellier (UDF) |
| 7e    | Yves Cochet puis le 11/08/2001 Didier Arnal                                                            |       | Les Verts puis PS | Didier Arnal (PS)       |
| 8e    | Dominique Strauss-Kahn puis le 05/07/1997 Raymonde Le Texier puis le 02/04/2001 Dominique Strauss-Kahn |       | PS                | Raymonde Le Texier      |
| 9e    | Jean-Pierre Blazy                                                                                      |       | PS                | Cécile Madura           |

### Dixième législature(1993-1997)

Résultats des élections législatives de 1993 dans le Val-d'Oise.

| Circ. | Nom                   | Parti | Parti | Suppléant(e)            |
| ----- | --------------------- | ----- | ----- | ----------------------- |
| 1re   | Philippe Houillon     |       | UDF   | Marc Giroud             |
| 2e    | Christian Gourmelen   |       | UDF   | Christian Le Roux (RPR) |
| 3e    | Jean Bardet           |       | RPR   | Anne-Marie Anglade      |
| 4e    | Francis Delattre      |       | UDF   | Lucienne Malovry (RPR)  |
| 5e    | Georges Mothron       |       | RPR   | Philippe Anglade        |
| 6e    | Jean-Pierre Delalande |       | RPR   | François Scellier (UDF) |
| 7e    | Raymond Lamontagne    |       | RPR   | François Longchambon    |
| 8e    | Pierre Lellouche      |       | RPR   | Nelly Olin              |
| 9e    | Marcel Porcher        |       | RPR   | Bernard Messéant        |

### IXelégislature (1988-1993)
| Circ. | Nom Parti politique | Nom Parti politique                                        | Suppléant(e)      |
| ----- | ------------------- | ---------------------------------------------------------- | ----------------- |
| 1re   |                     | Jean-Philippe Lachenaud UDF (Parti républicain)            | Fabrice Saussez   |
| 2e    |                     | Alain Richard Parti socialiste                             | Dominique Gillot  |
| 3e    |                     | Jean-Pierre Béquet Parti socialiste                        | Christian Ravidat |
| 4e    |                     | Francis Delattre UDF (Parti républicain)                   | André Petit       |
| 5e    |                     | Robert Montdargent Parti communiste français               | Jacques Leser     |
| 6e    |                     | Jean-Pierre Delalande Rassemblement pour la République     | François Scellier |
| 7e    |                     | Marie-France Lecuir Parti socialiste                       | Antoine Espiasse  |
| 8e    |                     | Dominique Strauss-Kahn Parti socialiste                    | Bernard Angels    |

Résultats des élections législatives de 1988 dans le Val-d'Oise.

| 8e    |                     | Bernard Angels (à partir du 17 juin 1991) Parti socialiste | —                 |
| 9e    |                     | Michel Coffineau Parti socialiste                          | Jean-Pierre Blazy |

### Huitième législature(1986-1988)
Election au scrutin proportionnelle de liste, à un seul tour de scrutin, avec neuf sièges à pourvoir.
D'où l'entrée du FN dans l'hémicycle de l'Assemblée nationale, pour permettre au PS et à la majorité présidentielle de perdre le moins de sièges de députés au Parlement. Pas de suppléants.
| Député                                   |  | Parti    |
| ---------------------------------------- |  | -------- |
| Jean Bardet remplaçant d'Hélène Missoffe |  | RPR      |
| Yvon Briant                              |  | CNIP     |
| Michel Coffineau                         |  | PS       |
| Jean-Pierre Delalande                    |  | RPR      |
| Francis Delattre                         |  | UDF (PR) |
| Jean-Philippe Lachenaud                  |  | UDF      |
| Marie-France Lecuir                      |  | PS       |
| Robert Montdargent                       |  | PCF      |
| Alain Richard                            |  | PS       |

### Septième législature(1981-1986)
Il n'y avait que cinq circonscriptions avant 1986, ne correspondant en rien aux neuf du découpage de 1988. 
- 1re : Alain Richard PS (suppléant : Jean-Pierre Béquet)
- 2e : Jean-Pierre Le Coadic PS (suppléant : Christian Ravidat)
- 3e : Robert Montdargent PCF (suppléant : Bernard Groult)
- 4e : Marie-France Lecuir PS (suppléant : Marc Espa)
- 5e : Michel Coffineau PS (suppléant : Antoine Espiasse)

### Sixième législature(1978-1981)
- 1re : Alain Richard PS (suppléant : Jean-Pierre Béquet)
- 2e : Jean-Pierre Delalande RPR (suppléant : Maurice Bayer)
- 3e : Robert Montdargent PCF (suppléant : Bernard Groult)
- 4e : André Petit UDF (suppléante : Françoise Kohler-Chevrot)
- 5e : Henry Canacos PCF (suppléante : Pierrette Joachim)

### VeLégislature (1973-1978)
| Circ. | Nom Parti politique | Nom Parti politique                                                      | Groupe | Suppléant(e)       |
| ----- | ------------------- | ------------------------------------------------------------------------ | ------ | ------------------ |
| 1re   |                     | Michel Poniatowski Républicains indépendants                             | RI     | Yves de Kervéguen  |
| 1re   |                     | Yves de Kervéguen (à partir du 6 mai 1973) Républicains indépendants     | RI     | —                  |
| 2e    |                     | Claude Weber Parti communiste français                                   | COM    | Michel Martinez    |
| 3e    |                     | Léon Feix Parti communiste français                                      | COM    | Robert Montdargent |
| 3e    |                     | Robert Montdargent (à partir du 29 avril 1974) Parti communiste français | COM    | —                  |
| 4e    |                     | René Ribière Union des démocrates pour la République                     | UDR    | Gilles Le Béguec   |
| 4e    |                     | René Ribière (de 1975 à 1978) Mouvement des démocrates                   | NI     | Gilles Le Béguec   |
| 5e    |                     | Henry Canacos Parti communiste français                                  | COM    | Pierrette Joachim  |

### IVeLégislature (1968-1973)
| Circ. | Nom Parti politique | Nom Parti politique                                     | Suppléant(e)        |
| ----- | ------------------- | ------------------------------------------------------- | ------------------- |
| 1re   |                     | Michel Poniatowski Républicains indépendants            | Yves de Kervéguen   |
| 2e    |                     | Jacques Richard Union pour la défense de la République  | Eugène Robin        |
| 3e    |                     | Léon Feix Parti communiste français                     | Victor Dupouy       |
| 4e    |                     | René Ribière Union pour la défense de la République     | Bernard Leclerc     |
| 5e    |                     | Solange Troisier Union pour la défense de la République | Jean-Marie Duquenne |

### IIIeLégislature (1967-1968)
| Circ. | Nom Parti politique | Nom Parti politique                                        | Suppléant(e)      |
| ----- | ------------------- | ---------------------------------------------------------- | ----------------- |
| 1re   |                     | Michel Poniatowski Républicains indépendants               | Yves de Kervéguen |
| 2e    |                     | Jacques Richard Union des démocrates pour la Ve République | Eugène Robin      |
| 3e    |                     | Léon Feix Parti communiste français                        | Victor Dupouy     |
| 4e    |                     | René Ribière Union des démocrates pour la Ve République    | Claude Sapède     |
| 5e    |                     | Henry Canacos Parti communiste français                    | Roger Gaston      |